# NSFヴェラ・C・ルービン天文台
NSFヴェラ・C・ルービン天文台 (Vera C. Rubin Observatory:VRO) は、チリ・パチョン山に建設されている、口径8.4mの可視光赤外線望遠鏡を擁する天文台である。当初はLarge Synoptic Survey Telescope（LSST）という望遠鏡名で呼ばれていたが、2020年のアメリカ天文学会の冬季年会において、天文台の名称が Vera C. Rubin Observatoryとなることが正式に発表された。これはアメリカ合衆国の天文学者ヴェラ・ルービンに因んだ命名である。また望遠鏡は、後述の通り主鏡製作費の一部を提供したチャールズ・シモニーの名を取って、シモニー・サーベイ望遠鏡 (Simonyi Survey Telescope)と名付けられた。アメリカ国立科学財団が連邦政府を代表して望遠鏡施設の建設を、エネルギー省がカメラの開発をそれぞれ担い、アメリカの22の大学・研究所・企業がLSST Corporationが科学運用を実施する。

## 概要
ルービン天文台計画の目的は、 Legacy Survey of Space and Time (LSST)と呼ばれる広域観測を行うことで、ダークエネルギーの分布の解明、未知の太陽系天体の探査、突発天体の観測、および銀河系の掃天観測が挙げられている。
シモニー・サーベイ望遠鏡には3.2ギガピクセル（32億画素）のCCDセンサーを使った、直径1.5mの前面レンズと真空チャンバーを密閉するための直径90cmのレンズを備えた巨大なデジタルカメラが搭載され、9.6平方度という超広視野を達成する。この広視野のおかげで、望遠鏡設置場所から観測できる全ての天域の写真をわずか3晩で撮り終えることができる。これを繰り返すことにより、これまで十分に観測できなかったような短い時間スケールで変動する天体 (超新星爆発や地球近傍小惑星など) を詳細に観測することが可能になる。3.2ギガピクセルのカメラから出力されるデータは一晩で15テラバイト、1年で6.8ペタバイトに達すると見られている。このような巨大なデータをうまく扱うために、GoogleがLSST計画に参加している。
アメリカ国立科学財団(NSF)の資金による本格的な建設が2014年に開始され、2022年の完成を予定していた。2024年にLSSTカメラが完成した。2025年4月15日に初エンジニアリング観測が行われ、2025年6月23日に観測画像が初公開された。

### 建設予定地の選定
2003年から建設予定地の検討が始まった。チリ中部のパチョン山、ラスカンパナス天文台、メキシコのサン・ペドロ・マルティル、スペイン・カナリア諸島のラ・パルマ島の4地点が候補とされた。その後の検討でラ・パルマ島がまず候補から除外され、天候のほかにも地質学的・環境的な面を考慮し、最終的にパチョン山に決定された。
パチョン山には、ジェミニ天文台の口径8.1mジェミニ南望遠鏡、口径4.2mのSOAR望遠鏡が設置されている。また近隣には、アメリカ国立光学天文台のセロ・トロロ汎米天文台がある。

### 建設資金
この天文台の建設には多額の資金が必要となる。これまでにLSSTに拠出が決まった資金は以下のとおりである。
- 2005年1月 - アリゾナ大学スチュワート天文台から、主鏡開発のために230万ドル
- 2005年9月 - アメリカ国立科学財団から、望遠鏡の設計と要素技術開発のために1420万ドル
- 2007年7月 - W. M. ケック財団 とTABASGO財団から、カメラの開発のために300万ドル
- 2008年1月 - チャールズ・シモニーから2000万ドル、ビル・ゲイツから1000万ドル[9]、主鏡と2枚の副鏡の製作費用として

2014年から2022年までにアメリカ国立科学財団が天文台建設のために支出する金額は、4億7300万ドルと予定されている。望遠鏡の核となる広視野カメラ (LSSTカメラ)の開発は米国エネルギー省が支援しており、SLAC国立加速器研究所が統括している。